# Héctor González (Fußballspieler, 1977)
Héctor González (* 11. April 1977 in Baruta) ist ein ehemaliger venezolanischer Fußballspieler, der für den bulgarischen Erstligisten FC Tschernomorez Burgas spielte. Für die venezolanische Nationalmannschaft hatte er 56 Einsätze.
Gonzalez spielte bei einer Reihe von Clubs in Venezuela, bevor er im Jahr 2002 nach Argentinien wechselte, wo er für Olimpo de Bahía Blanca, Colón de Santa Fe und Quilmes gespielte. Danach spielte auch für Deportivo Cuenca, bevor er 2006 zum ecuadorianischen LDU Quito wechselte.
Zwischen 2007 und 2009 spielte er für AEK Larnaka in Zypern.
Am 14. Mai 2009 unterschrieb der 32 Jahre alte González einen Zweijahresvertrag mit dem bulgarischen Erstligisten FC Tschernomorez Burgas. Er wechselte ablösefrei nach Bulgarien. Er gab sein Debüt für den Club aus Burgas am 21. Mai 2009 im Spiel gegen Minjor Pernik. Im September 2010 wechselte González zurück nach Zypern zum Alki Larnaka.